# Список 1 (хімічна зброя)
Спи́сок 1 — перелік токсичних речовин та їхніх прекурсорів, наведений у додатках до підписаної в 1993 році Конвенції про хімічну зброю. У списку зафіксовано речовини, які використовувалися як хімічна зброя або потенційно можуть слугувати вихідними речовинами для її створення. Виробництво таких речовин в рамках домовленості є критично обмеженим та підлягає обов'язковій реєстрації.
Україна, як і інші учасники Організації із заборони хімічної зброї, взяла на себе зобов'язання дотримуватися вимог щодо контролю за виробництвом та обігом токсичних речовин і прекурсорів зі списку 1.

## Токсичні речовини
- O-алкіл (алкіл ≤ C10, в тому числі циклоалкіл) алкіл (метил, етил, н-пропіл, ізопропіл) фосфонофлуоридати:

зарин (O-ізопропілметилфосфонофторидат)
зоман (O-пінаколілметилфосфонофторидат)
- O-алкіл (алкіл ≤ C10, в тому числі циклоалкіл) N,N-діалкіл (метил, етил, н-пропіл, ізопропіл) фосфорамідоціанідати:

табун (O-етил-N,N-диметилфосфорамідоціанідат)
- O-алкіл (H або алкіл ≤ C10, в тому числі циклоалкіл) S-2-діалкіл (метил, етил, н-пропіл, ізопропіл)-аміноетилалкіл (метил, етил, н-пропіл, ізопропіл) фосфонотіолати чи аналогічні алкільовані і протоновані солі:

VX (O-етил-S-2-диізопропіламіноетил метилфосфонотіолат)
- Сірчисті іприти:

2-хлороетилметилсульфід
іприт (біс(2-хлороетил)сульфід)
біс(2-хлороетилтіо)метан
сесквііприт (1,2-біс(2-хлороетилтіо)етан)
1,3-біс(2-хлороетилтіо)-н-пропан
1,4-біс(2-хлороетилтіо)-н-бутан
1,5-біс(2-хлороетилтіо)-н-пентан
біс(2-хлороетилтіометил)етер
кисневий іприт (біс(2-хлороетилтіоетил)етер)
- Люїзити:

люїзит 1 (2-хлоровінілдихлороарсин)
люїзит 2 (біс(2-хлоровініл)хлороарсин)
люїзит 3 (трис(2-хлоровініл)арсин)
- Азотні іприти:

HN1 (біс(2-хлороетил)етиламін)
HN2 (біс(2-хлороетил)метиламін)
HN3 (трмс(2-хлороетил)амін)
- Сакситоксин
- Рицин

## Прекурсори
- Алкіл (метил, етил, н-пропіл, ізопропіл) фосфонілдифториди:

метилфосфонілдифторид (DF)
- O-алкіл (H або алкіл ≤ C10, в тому числі циклоалкіл) O-2-діалкіл (метил, етил, н-пропіл, ізопропіл)-аміноетилалкіл (метил, етил, н-пропіл, ізопропіл) фосфоніти чи аналогічні алкільовані і протоновані солі:

O-етил-O-2-диізопропіламіноетил метилфосфоніт (QL)
- Хлорозарин (O-ізопропілметилфосфонохлоридат)
- Хлорозоман (O-пінаколілметилфосфонохлоридат)

## Виробництво та обіг
Згідно підписаної Конвенції про хімічну зброю, країни-учасники Організації із заборони хімічної зброї не повинні здійснювати виробництво, придбання, зберігання і використовування речовин зі списку 1, окрім:
1. речовини застосовуються для наукових досліджень, медичних і фармацевтичних потреб, захисних цілей; та
2. види і кількості речовин суворо лімітовані значеннями, які обґрунтовані для певних потреб; та
3. сукупна кількість речовин, виділених для певної потреби, у будь-який час не повинна перевищувати 1 тонну; та
4. сукупна кількість речовин, набутих країною-учасником в результаті виробництва, зберігання у сховищах чи переміщення, не повинна перевищувати 1 тонну.

Виробництво, придбання, зберігання і використовування речовин зі списку 1 за межами країн-учасників і переміщення їх за межі своїх територій, окрім випадків передачі іншим країнам-учасникам, є забороненим. У випадку передачі речовин між країнами-учасниками, обидві сторони не пізніше ніж за 30 днів повинні повідомити про передачу Технічний Секретаріат Організації. За підсумками року учасники надсилають декларації із вказанням усіх здійснених передач за минулий рік. Декларація подається не пізніше, ніж через 90 днів після завершення звітного року.
Виробництво речовин, що за масштабами не перевищує 10 кг/рік, може здійснюватися для захисних потреб — за одним напрямом, схваленим країною-учасником. Виробництво понад 100 г/рік дозволене для використання у наукових дослідженнях, медичних і фармацевтичних потребах, які схвалені країною-учасником, а сукупна кількість речовин, виділених на кожен напрям, не повинна перевищувати 10 кг/рік.
Лабораторний синтез речовин, що призначаються для медичних, фармацевтичних, дослідницьких цілей, але не захисних, може здійснюватися у масштабі, що не перевищує 100 г/рік, без декларації напряму застосування речовин.